# Bertie Auld
Robert »Bertie« Auld, škotski nogometaš in trener, * 23. marec 1938, Glasgow, Škotska, † 14. november 2021.
V svoji aktivni karieri je igral za: Celtic, Hibernian in Birmingham City.
Kot trener je deloval v klubih: Partick Thistle F.C., Hibernian F.C. in Dumbarton F.C.